# Francesco Verri

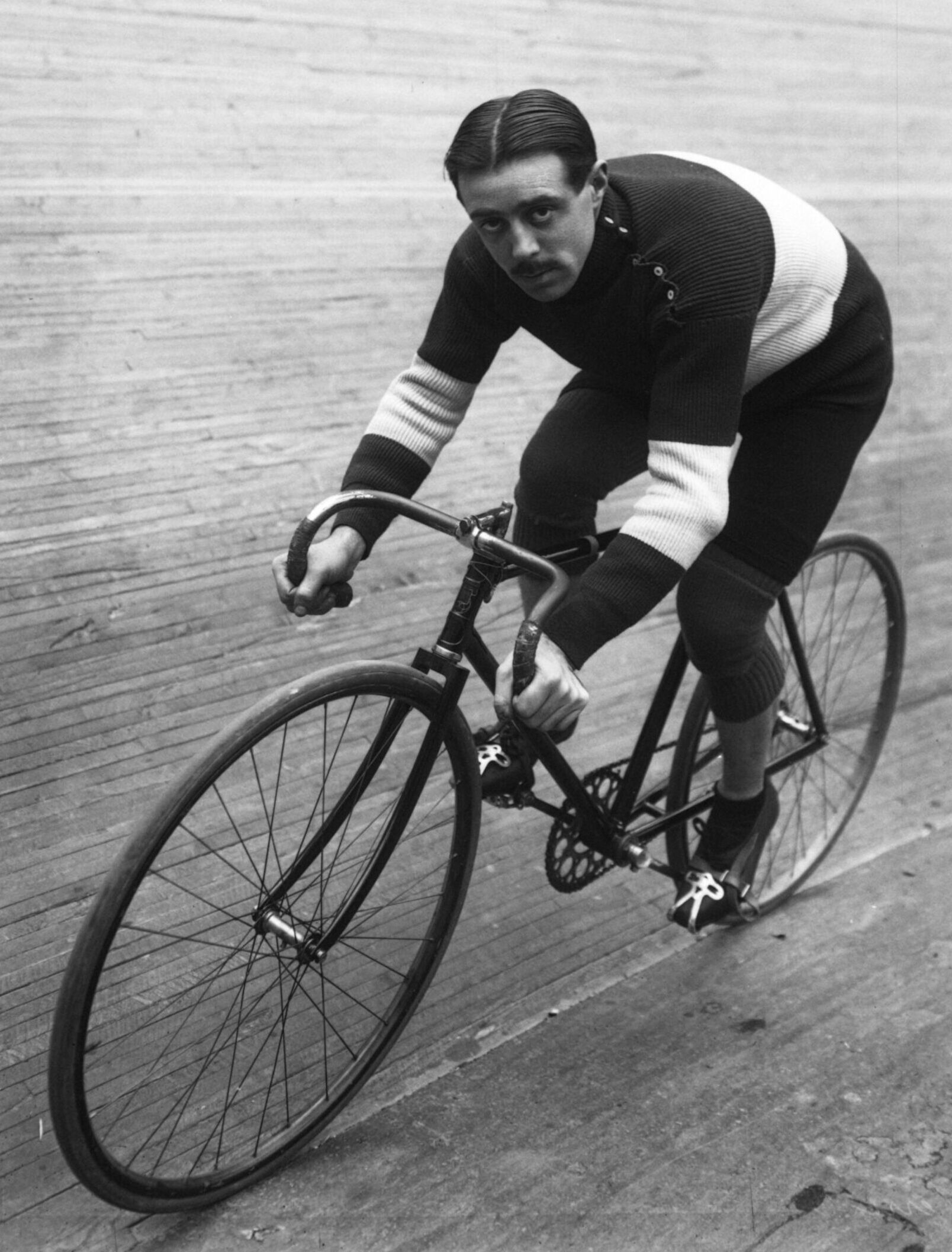
Francesco Verri.

Francesco Verri (Mantua, 11 juni 1885 - Riotorio di Piombino, 8 juni 1945) was een Italiaans baanwielrenner, die beroeps was tussen 1906 en 1924. 

## Wielerloopbaan
Bij de Olympische tussenspelen in 1906 in Athene was Verri een van de zes atleten die drie gouden medailles wist te winnen. In hetzelfde jaar werd hij ook wereldkampioen sprint voor amateurs en in september 1906 werd hij beroepswielrenner. Toen de Eerste Wereldoorlog uitbrak bevond Verri zich in de Verenigde Staten, bleef daar en kwam in totaal in zestien zesdaagsen uit. Als erkend sprinter werd hij meestal aan hardrijders gekoppeld. Hij kwam in 1945 bij een auto-ongeval om het leven.

## Belangrijkste overwinningen
1905
- Nationaal kampioenschap baan, sprint, Amateurs

1906
- GP de Paris, Amateurs, Sprint
- Nationaal kampioenschap baan, sprint, Elite
- Wereldkampioenschap baan, sprint, Amateurs
- Olympische Spelen baan, 1 km
- Olympische Spelen baan, 5 km
- Olympische Spelen, baan, Sprint

1907
- Nationaal kampioenschap baan, sprint, Elite

1908
- Nationaal kampioenschap baan, sprint, Elite

1909
- Nationaal kampioenschap baan, sprint, Elite

1910
- Nationaal kampioenschap baan, sprint, Elite

1911
- Nationaal kampioenschap baan, sprint, Elite

1915
- Zesdaagse van Chicago	+ Oscar Egg
- Zesdaagse van Buffalo	+ Reginald McNamara

1917
- Zesdaagse van Chicago	+ Reginald McNamara

1920
- Nationaal kampioenschap baan, sprint, Elite

1921
- Nationaal kampioenschap baan, sprint, Elite